# Простатическая маточка

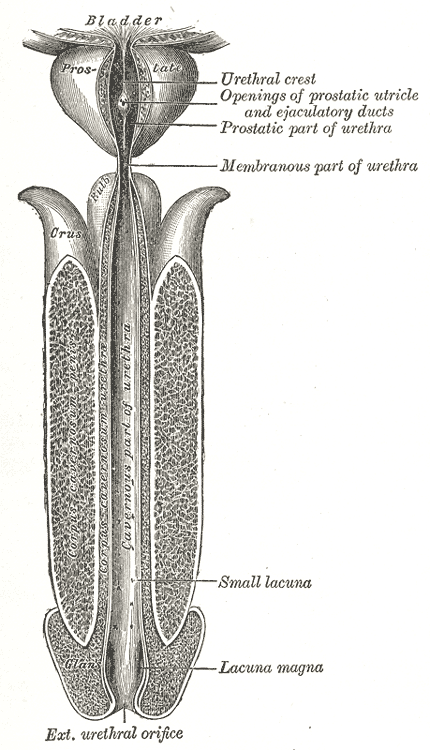
Простата и половой член в разрезе. Отверстия простатической маточки и семенных протоков - Openings of prostatic utricle and ejaculatory ducts (англ.)

Простатическая маточка (лат. utriculus prostaticus, мужская маточка) — слепой карман в предстательной железе. Открывается в мочеиспускательный канал щелевидным отверстием на верхушке семенного холмика. Иногда может быть увеличена.
При эмбриогенезе мюллеровы протоки срастаются, образуя у мужчин простатическую маточку, а у женщин фаллопиевы трубы и матку.
Во время полового акта она сильно сжимается, чем способствует открытию отверстий семявыбрасывающих протоков, и семенная жидкость свободно проходит через них в простату и уретру.